# Ulrich (Württemberg)

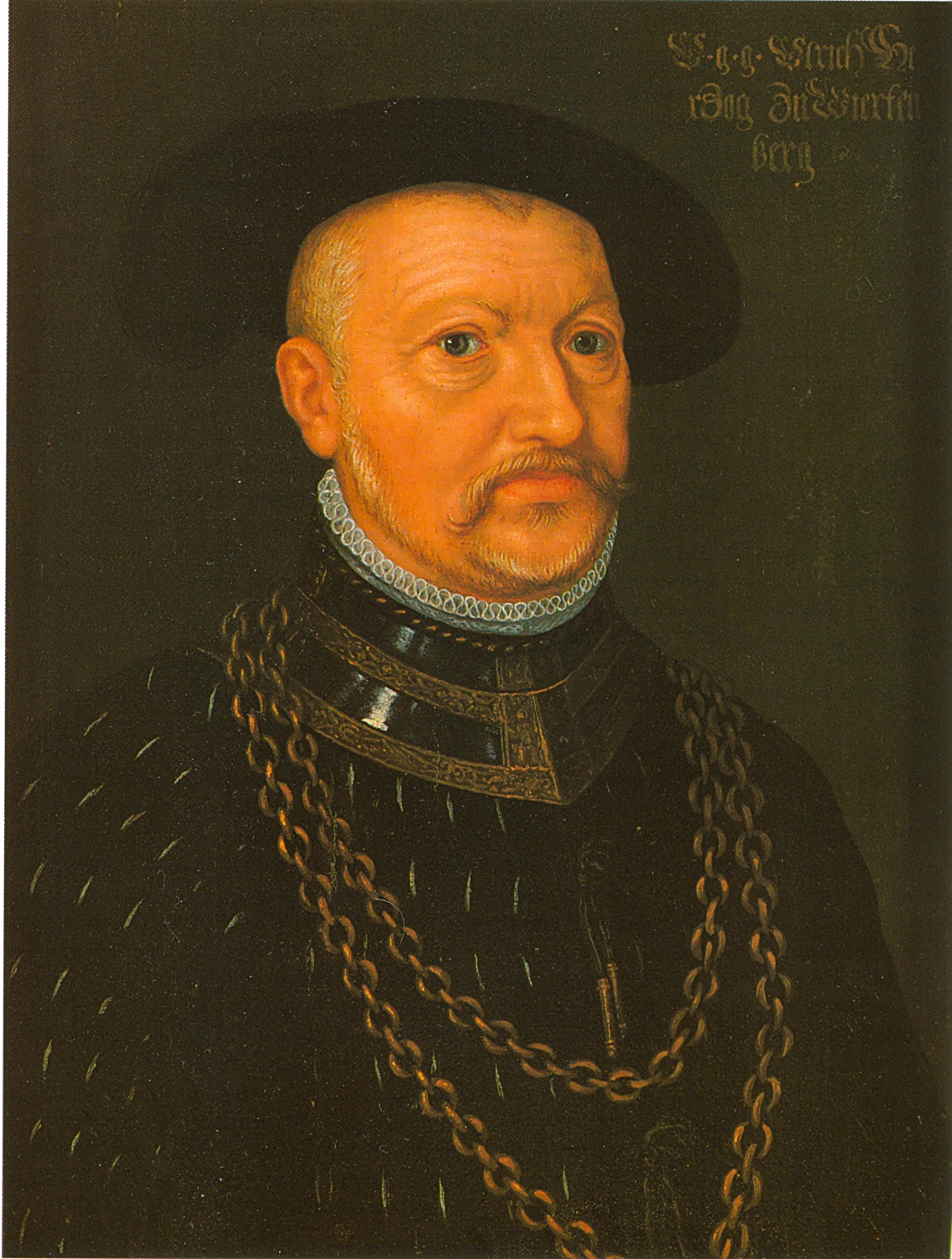
Herzog Ulrich von Württemberg auf einem Ölgemälde eines unbekannten Meisters, entstanden zweite Hälfte 16. Jahrhundert; Bestand Kunsthistorisches Museum Wien

Ulrich von Württemberg (* 8. Februar 1487 in Reichenweier (Riquewihr), Elsass; † 6. November 1550 in Tübingen) war 1498–1519 und 1534–1550 der dritte regierende Herzog von Württemberg. Er war der erste protestantische Fürst seines Territoriums. Ihn besang in lateinischer Sprache Johann Pedius Tethinger.

## Leben

### Geburt und Kindheit
Ulrich wurde unter dem Namen Eitel Heinrich als Sohn des Grafen Heinrich von Württemberg im württembergischen Reichenweier geboren. Seine Mutter Elisabeth von Zweibrücken-Bitsch starb wenige Tage nach seiner Geburt im Kindbett. Ulrich wurde am Hof des Herzogs Eberhard im Bart, des Cousins und späteren Vormunds seines Vaters, in Stuttgart erzogen. Bei der Firmung erhielt er den Namen Ulrich. 

### Erlass des Kaisers Maximilian I.

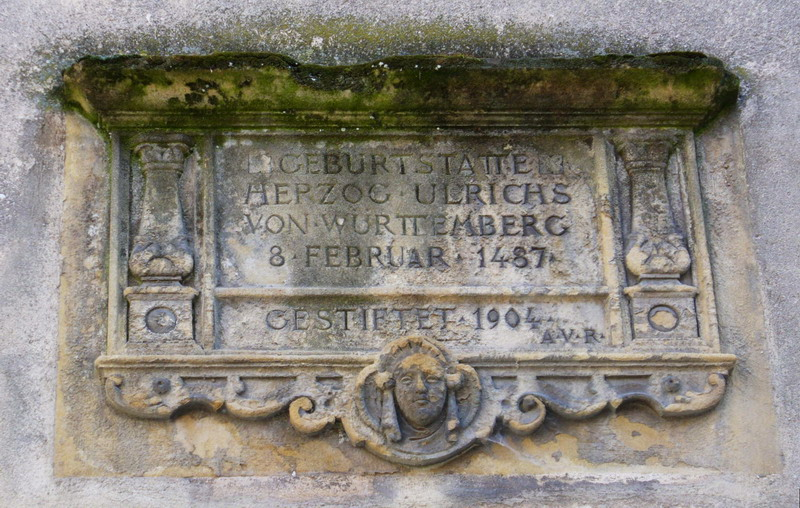
Gedenktafel an Ulrich von Württemberg in seiner Geburtsstadt Reichenweier, heute Frankreich

Auf Betreiben des Regierungsrats unter Leitung des Landhofmeisters Wolfgang Graf von Fürstenberg und der Stände wurde 1498 der regierende Herzog von Württemberg, Eberhard II. (Ulrichs Onkel), vom deutschen König Maximilian I. abgesetzt und Ulrich mit elf Jahren an seiner Stelle als dritter Herzog von Württemberg eingesetzt. Seine Vormundschaft übernahmen Vertreter der Stände unter Leitung des Erbmarschalls und Burgvogts auf der Burg Hohenneuffen, Konrad Thumb von Neuburg. Zugleich wurde Ulrich mit Maximilians sechsjähriger Nichte Sabina von Bayern verlobt, womit ein strategisches Bündnis zwischen dem Herzogtum Bayern und dem ärmeren Haus Württemberg erzielt war. 1503 wurde Ulrich vorzeitig als volljährig erklärt und zeichnete sich 1504 als Heerführer im Landshuter Erbfolgekrieg aus, indem er einige ehemals kurpfälzische Gebiete gewann.

### Hochzeitsfeierlichkeiten mit Sabina von Bayern

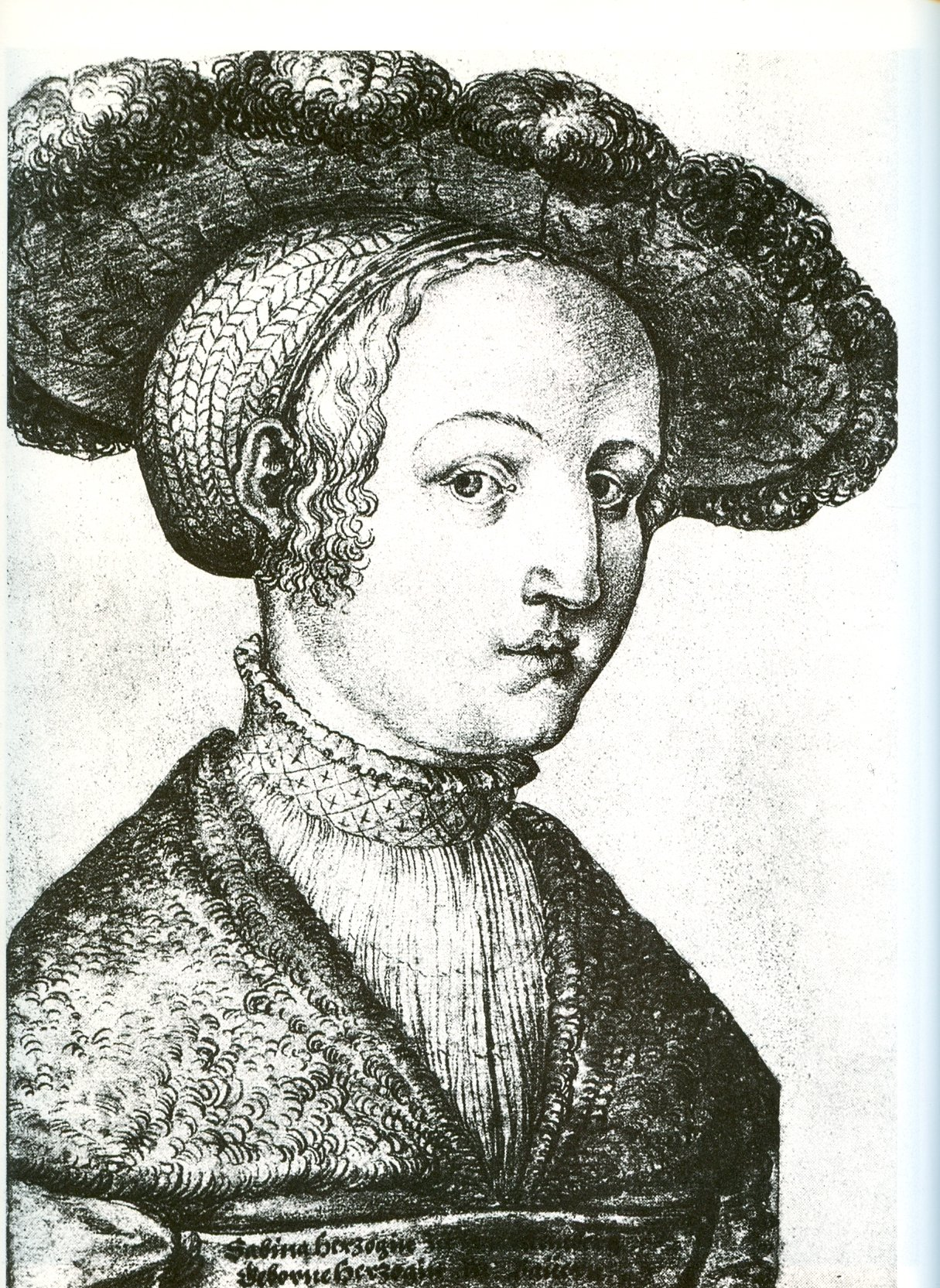
Sabina von Bayern

Nach 13 Jahren Verlöbnis fand auf Drängen Maximilian I. am 2. März 1511 die Hochzeit mit Sabina von Bayern mit für die damalige Zeit kaum vorstellbarem Pomp statt. Das Fest dauerte 14 Tage, mehr als 7000 Gäste waren geladen. Rund um das Stuttgarter Schloss wurden die Bürger kostenlos gespeist. Die Hochzeit war keine Liebesheirat. Ulrich hatte andere Affären – darunter auch eine mit der Tochter seines Vormunds Ursula Thumb von Neuburg – und beide Ehegatten wurden als jähzornig und aufbrausend beschrieben. Ulrich soll auch erblich belastet gewesen sein, da Geisteskrankheit in der Familie bis ins 14. Jahrhundert vermutet wird. 1513 wurde die Tochter Anna geboren.

### Schuldenlasten

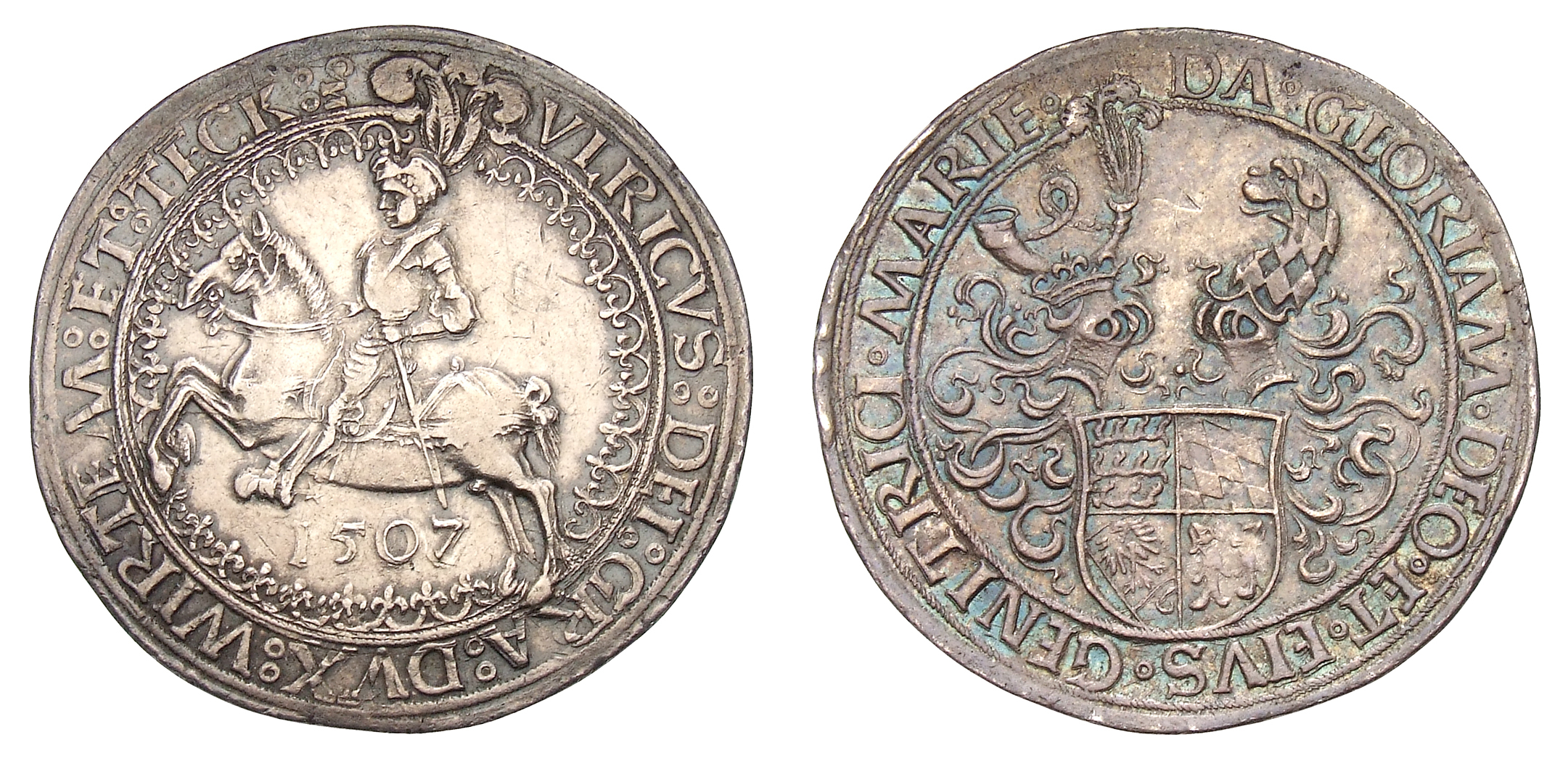
Silbertaler Ulrichs von Württemberg aus dem Jahr 1507

Kriegszüge und Ulrichs aufwendiger höfischer Lebensstil verschlangen große Summen aus der Staatskasse, die völlig desolat war. Im Jahr 1514 betrug das Defizit etwa 70 Prozent der Staatseinnahmen. Um trotzdem den geplanten Feldzug gegen Burgund finanzieren zu können, erhob Ulrich neue außerordentliche Steuern. Die geplante Vermögenssteuer wurde auf Intervention der Ehrbarkeit von Stuttgart und Tübingen in eine Verbrauchssteuer auf Fleisch, Wein und Frucht (Getreide) umgewandelt. Die Kostenlast trug nun die arme Bevölkerung. Die größten Proteste verursachte aber die Art der Steuererhebung. Sie wurde nicht auf die Ware aufgeschlagen, sondern die Maßgewichte wurden verringert.

### Aufstand des Armen Konrad
Die Proteste in der Bevölkerung gegen seinen Herrschaftsstil führten 1514 zum Aufstand des Armen Konrad. Durch die Hilfe der Ehrbarkeit gelang es Ulrich, die Aufstände niederzuschlagen. Im Tübinger Vertrag vom 8. Juli 1514 musste Herzog Ulrich der württembergischen Ehrbarkeit dafür für sich und seine Nachfolger weitgehende Zugeständnisse machen. Ohne Zustimmung der Landstände, in denen die Ehrbarkeit organisiert war, durfte kein württembergischer Landesherr Krieg führen oder Steuern erheben. Damit errangen die Landstände eine Position als mächtige Gegenpartei der Landesherren. Gleichzeitig verlor der Adel seinen politischen Einfluss am württembergischen Hof vollkommen.

### Konflikte mit dem Reich, dem Schwäbischen Bund und seiner Gemahlin
Bereits 1512 war Ulrich aus dem Schwäbischen Bund ausgetreten und versuchte stattdessen, eine fürstliche Allianz gegen diesen kaiserlichen Landfriedensbund aufzubauen.
1515 erschlug Ulrich den Rittmeister Hans von Hutten, den Ehemann seiner Geliebten Ursula Thumb von Neuburg. Ulrichs Frau Sabina, die kurz zuvor den Sohn Christoph geboren hatte, trat darauf in offene Opposition zu ihrem Gemahl Herzog Ulrich. Auf dem Landtag in Stuttgart ab 1. Juli 1515, auf dem auch aus anderen Gründen eine Ablösung Herzog Ulrichs diskutiert wurde, brachte Sabina über Ritter Hieronymus von Seiboldsdorf und Kanzler Augustin Lösch in Abwesenheit ihres Gatten verschiedene Anliegen vor. So fürchtete sie eine Vertreibung, falls es durch den Mord an Hutten zu Krieg im Land kommen sollte, beklagte die bislang ausgebliebene Huldigung durch die Untertanen und bemängelte, dass Ulrich offene Schulden für ihre und der Kinder Kleidung nicht beglichen habe. Auch rügte sie seine Gewalttätigkeiten. Die Sache wurde nicht verhandelt, floss aber wohl in den weiteren Verhandlungsverlauf des Landtags ein. Im Falle einer Absetzung Ulrichs würde Sabina mit ihrem Sohn zur Verwaltung des Landes eingesetzt werden.
Ulrich hob daraufhin den Sitz Sabinas auf Schloss Urach auf und forderte dessen Vereinigung mit dem seinigen in Stuttgart. Sabina ließ die Kinder zurück und floh zu ihren Angehörigen nach München, womit die Spaltung des Bündnisses mit Bayern begann, das von Kaiser Maximilian moderiert wurde. Der Ehezwist und die Flucht Sabinas sollten für die kommenden Jahrzehnte wiederkehrende Begründungen und Anlässe für Auseinandersetzungen mit Bayern sein.

### Reichsacht
Am 11. Oktober 1516 sprach Kaiser Maximilian die Acht und Aberacht des Reiches aus. Das hinderte Ulrich nicht daran, die Vögte von Weinsberg und Cannstatt, Sebastian Breuning und Konrad Vaut, am 20. November 1516 unter dem Vorwurf, sich nach der Tötung des Hans von Hutten hochverräterisch an den Kaiser gewandt zu haben, verhaften und nach Aburteilung aufgrund von durch Folter herbeigeführten Geständnissen am 11. Dezember 1516 auf dem Stuttgarter Marktplatz hinrichten zu lassen. Der am gleichen Tag verhaftete Tübinger Vogt Konrad Breuning wurde noch ein weiteres Jahr gefangengehalten und gefoltert, ehe er am 27. September 1517 ebenfalls hingerichtet wurde. Die Reichsacht wurde dann erst mit dem Reichstag von Augsburg im Jahre 1518 rechtskräftig.

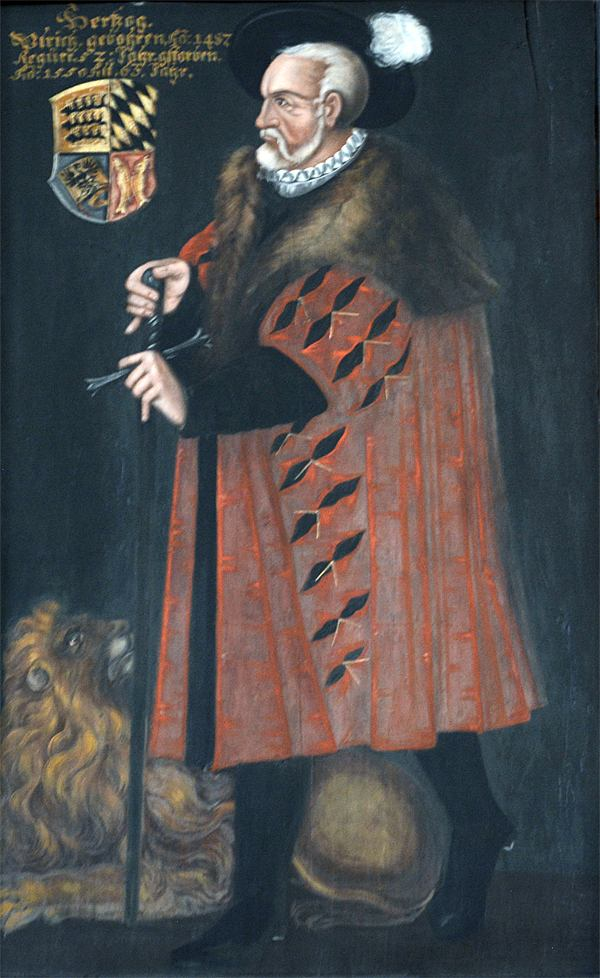
Ölgemälde, Bildnis des Herzogs Ulrich, vom Künstler nach dem Tod des Herzogs geschaffen

Nach Maximilians Tod 1519 gab Ulrichs Überfall auf die Reichsstadt Reutlingen den Anstoß zu seiner Vertreibung durch Georg Truchsess von Waldburg-Zeil im Auftrag des Schwäbischen Bundes. Ulrich wurde verbannt und Württemberg wurde durch den neuen Kaiser Karl V. dem Haus Habsburg unterstellt. Christoph wurde Edelknabe am Hofe Karls, seine Erbfolge war ungewiss. Anna verblieb bei Sabina, die nach Ulrichs Verbannung nach Württemberg zurückgekehrt war.
Ulrich unternahm mehrere erfolglose Versuche, sein Land zurückzugewinnen, am weitreichendsten 1525 im Zuge des Bauernkriegs, als er mit Hegauer Bauern und Schweizer Söldnern bis vor Stuttgart ziehen konnte, aber wieder vertrieben wurde. Solidarisch zeigte er sich auch mit Hans Müller von Bulgenbach mit der Zusage zur »evangelischen Bruderschaft«.
1527 fand Ulrich zeitweilig Unterschlupf auf der hessischen Burg Blankenstein bei Gladenbach.

### Rückkehr und Durchführung der Reformation

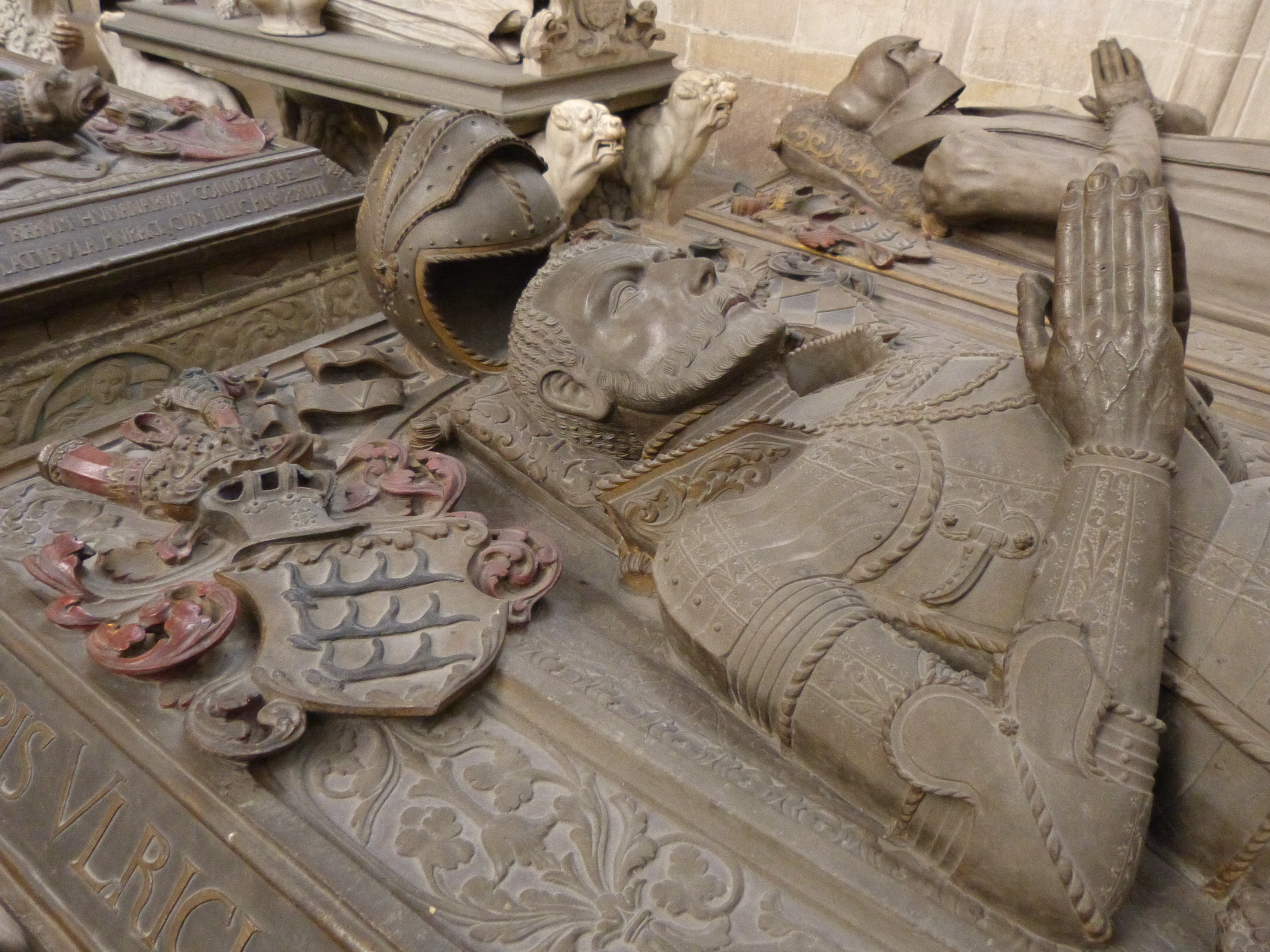
Die Grablege von Herzog Ulrich in der Stiftskirche Tübingen

Erst 1534 gelang ihm die Rückkehr mit Hilfe des hessischen Landgrafen Philipp I., der gegen den österreichischen Statthalter Pfalzgraf Philipp zu Felde zog und in der Schlacht bei Lauffen siegreich war. Ulrich erhielt mit dem Vertrag von Kaaden den Besitz über Württemberg bestätigt. Er führte umgehend im ganzen Land die Reformation ein und berief dafür die beiden Geistlichen Erhard Schnepf und Ambrosius Blarer. Die Messe wurde abgeschafft, die Heiligenbilder wurden in geordneter Weise entfernt und die entbehrlichen Gottesdienstutensilien eingezogen. Wer von den Geistlichen bereit war, im Sinne der Reformation zu predigen, wurde übernommen, die anderen erhielten eine lebenslange Rente. Protestantische Pfarrer aus Hessen und der Schweiz füllten die Lücken. Die Klöster und geistlichen Korporationen wurden säkularisiert, so dass sich das Herzogtum Württemberg bedeutend vergrößerte. Allerdings wurde das Kirchengut als eigene Vermögensmasse behandelt und selbständig verwaltet. In einer Kirchenordnung von 1536 wurden die grundlegenden Regelungen für die Landeskirche erstmals zusammengefasst.
Nach seiner Rückkehr 1534 widmete sich Ulrich mit großem Aufwand und noch höheren Kosten dem Ausbau einzelner Burgen zu zeitgemäßen Festungen, worunter der Hohentwiel, Hohentübingen, Hohenasperg und Hohenneuffen neben den Stadtfestungen Schorndorf und Kirchheim unter Teck die bekanntesten waren. Diese werden heute als die 7 württembergischen Landesfestungen bezeichnet.
1546 besetzte Kaiser Karl V. im Schmalkaldischen Krieg Württemberg und zwang Ulrich 1548, das Augsburger Interim und die Präsenz kaiserlicher Besatzungstruppen zu akzeptieren. In dieser politisch schwierigen Situation starb er 1550 und wurde in der Stiftskirche Tübingen beigesetzt. Sein Sohn Christoph trat die Nachfolge an.

## Ehe und Nachkommen
Ulrich heiratet am 2. März 1511 Sabina von Bayern (* 24. April 1492 in München; † 30. August 1564 in Nürtingen), Tochter des bayerischen Herzogs Albrecht IV. Mit ihr hatte er zwei Kinder:
- Anna (* 30. Januar 1513; † 29. Juni 1530 in Urach).
- Christoph (* 12. Mai 1515 in Urach; † 28. Dezember 1568 in Stuttgart); ⚭ Anna Maria von Brandenburg-Ansbach (* 28. Dezember 1526; † 20. Mai 1589)

## Rezeption (Literatur)
Der Schriftsteller Wilhelm Hauff griff die Ereignisse um den Konflikt zwischen Ulrich und dem schwäbischen Bund in seinem historischen Roman Lichtenstein von 1826 auf.